# Samir Ghanem
Samir Ghanem Youssef (en árabe: سمير يوسف غانم‎) (al-ʿAtawlah, 15 de enero de 1937-El Cairo, 20 de mayo de 2021) fue un actor, comediante y cantante  egipcio.

## Carrera
Ghanem nació en al-taAtawlah, Asyut Governorate. Fue miembro del trío de comedia stand-up Tholathy Adwa'a El Masrah junto a George Sidhom y El Deif Ahmed. Su debut fue Doctor Save Me, una breve presentación que los introdujo al mundo del entretenimiento. Presentaron el primer programa de televisión Ramadan Riddles.  
Tras la muerte de El Deif Ahmed en 1970, Ghanem y Sidhom continuaron bajo el mismo nombre (Tholathy Adwa'a El Masrah) hasta la década de 1980. Después de la muerte de Ahmed, el entonces dúo de comediantes continuó produciendo obras de teatro. Las dos más famosos son: 
- Música en el distrito este
- Al-Mutazawwigun (Casado)

Samir Ghanem solía presentar un programa en OTV llamado An Hour With Samir Ghanem .

## Vida personal
Es el padre de las actrices Donia Samir Ghanem y Amal (Emy Samir Ghanem).
Fue trasladado al hospital el 30 de abril de 2021 tras infectarse de COVID-19 falleciendo finalmente el 20 de mayo a los 84 años.

## Obras recientes
Mientras que George Sidhom se retiró hace años debido a un derrame cerebral, Samir Ghanem ha estado activo, produciendo obras de teatro hasta el día de su defunción. 
- Goha Rules the City
- Faris wa Bani Khayban (El Clan Caballero y Desastre)
- Akhuya Hayes wana Layes (feliz es mi hermano, perdido estoy yo)
- Ana wal-Nizam wa Hawak (Yo, el gobierno y tu amor)
- Bahloul fi Istanbul (Bahloul en Estambul)
- Ana wa Mirati wa Monica (Yo, mi esposa y Mónica)
- Almotazaowegoun
- Akhoia hayes wana layes
- mamno3 fe lelet el do5la
- Lahfa (2015)
- Fel la la land (2017)